# جماز بن مالك
 جماز بن مالك أحد بني نصر بن الأزد، ضُرب فيه المثل فقيل اكفر من حمار، و«حمار» تصحيف جماز/حماد.

## نسبه
مُختلف فيه إلى قولين:
- قيل هو رجل من قوم عاد.[2][3][4]

- قيل هو جماز بن مالك بن نصر بن الأزد.[5][6][7]

## نبذة عنه
كان جماز عاتيًا مُتجبرًا يحكم واديًا في شمال الجزيرة وقيل جنوبها، خرج بنوه في أحد الايام يصطادون فأصابتهم صاعقة فهلكوا؛ فكفر وقال: لا أعبد مَنْ فَعَلَ هذا ببنىَّ، ودعا قومه إلى الكفر، فمن عَصَاه قَتَلَه، فأهلكه الله تعالى، وأخرب واديه، فضربت به العربُ المثلَ في الكفر. وتُسمي الوادي الذي كان يحكمه بجوف حمار «الجوف».

## انظر ايضًا
- نصر بن الأزد
- أزد شنوءة
- الأزد